# オリヴェル・スパソフスキ

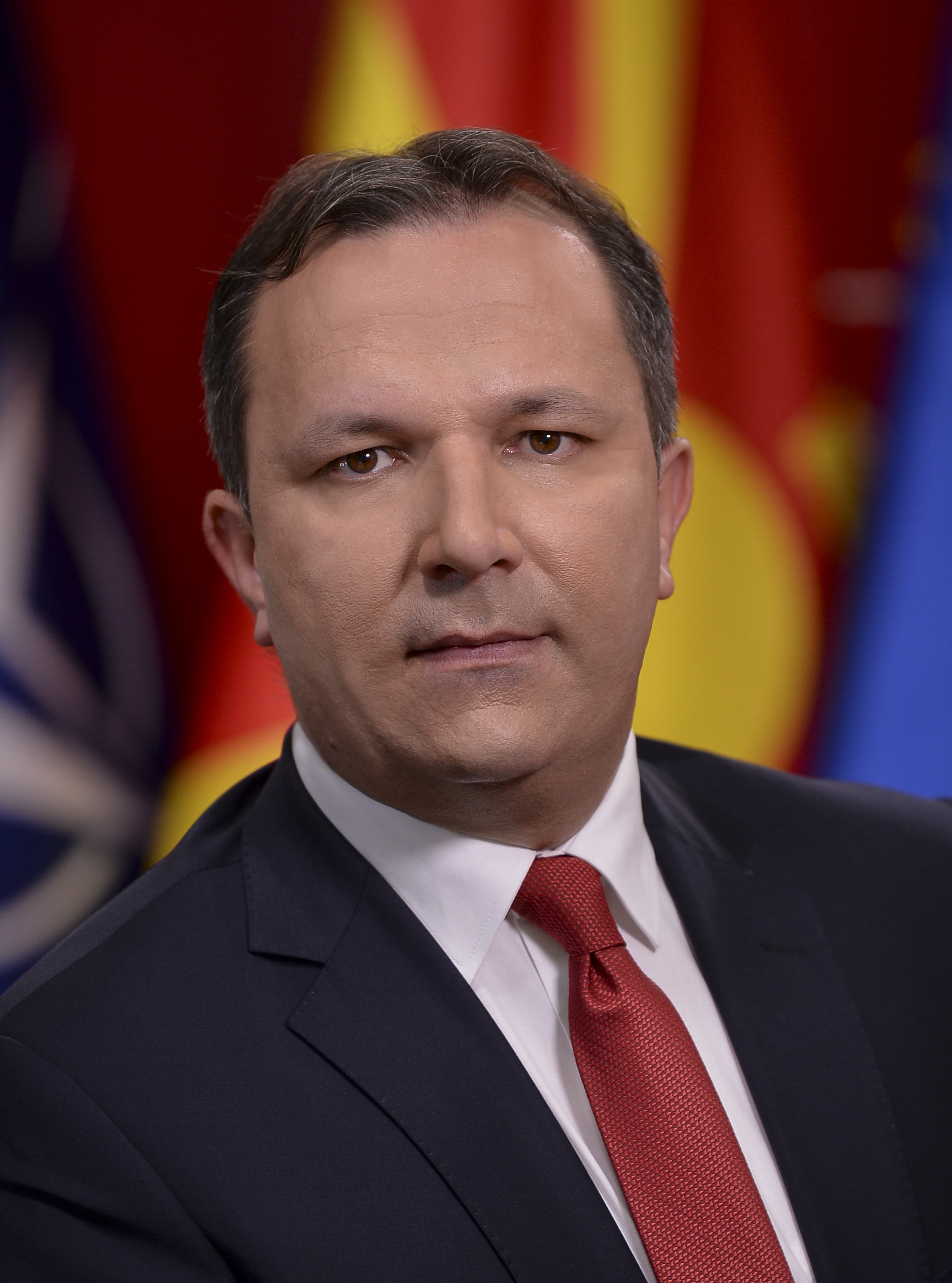
オリヴェル・スパソフスキ（2020年）

オリヴェル・スパソフスキ（Oliver Spasovski、マケドニア語: Оливер Спасовски、1976年10月21日-）は北マケドニアの政治家。現在、同国内務大臣。2020年1月3日より同年8月30日までは暫定的に首相を務めた。所属政党はマケドニア社会民主同盟。

## 経歴
クマノヴォ出身。スコピエにある「聖キリル・メトディウス」大学の「ユスティニアヌス1世」法学部を卒業後、弁護士研修生となる。2001年から2005年までクマノヴォ市長のファシリテーター、2008年から2011年までクマノヴォ市の秘書官を務めた。また2006-2008年、2011-2014年、2016-2017年の3期に渡って、マケドニア共和国議会議員であった。
2015年11月11日から2016年5月18日、および2016年9月2日から12月29日まで内務大臣を務め、2017年5月31日に3度目の内相就任を果たした。
2020年1月3日、辞任したゾラン・ザエフ首相に代わり、ステボ・ペンダロフスキ大統領により副首相兼内相のスパソフスキが暫定首相に任命された。